# Johnrehnia ensifera
Johnrehnia ensifera är en kackerlacksart som först beskrevs av Robert Walter Campbell Shelford 1909.  Johnrehnia ensifera ingår i släktet Johnrehnia och familjen småkackerlackor. Inga underarter finns listade i Catalogue of Life.